# 米德爾鎮區 (新澤西州)
米德爾鎮區（英語：Middle Township）是位於美國新澤西州開普梅縣的一個鎮區。

## 地方資料
米德爾鎮區的面積為214.77平方千米，當中陸地面積為181.92平方千米，而水域面積為32.85平方千米。根據2020年美國人口普查的數據，當地共有人口20380人，而人口密度為每平方千米94.89人。